# Longarenus brachycephalus
Espèce
Longarenus brachycephalus est une espèce d'araignées aranéomorphes de la famille des Salticidae.

## Distribution
Cette espèce se rencontre en Guinée équatoriale et au Nigeria.

## Description
Le mâle holotype mesure 4 mm.

## Systématique et taxinomie
Cette espèce a été décrite par Simon en 1903.

## Publication originale
- Simon, 1903 : « Arachnides de la Guinée espagnole. » Memoiras de la Sociedad española de Historia natural, vol. 1, no 3, p. 65-124 (texte intégral).